# Parque Heredia
Parque Heredia es un barrio del suroriente de Cartagena de Indias en Colombia.

## Toponimia
El nombre del barrio basa en homenaje al fundador de la ciudad, Pedro de Heredia (1484-1554).

## Geografía
Barrio residencial plano situado en el nororiente de la Localidad 3 Industrial y de la Bahía, entre los arroyos Limón y Matute, cuyas aguas drenan a la Ciénaga de la Virgen.

### Límites
| Noroeste: La Carolina (Calle 33)  | Norte: La Carolina (Calle 33) | Nordeste: San José de los Campanarios (Carrera 83B) |
| Oeste: Portal Transcaribe         |                               | Este: San José de los Campanarios (Carrera 99)      |
| Suroeste: El Recreo (Diagonal 32) | Sur: La Ternera (Diagonal 32) | Sureste: San José de los Campanarios (Carrera 99)   |

## Historia
Construido por la constructora Amarilo en los predios que pertenecían a la Universidad de San Buenaventura en 2015, desarrollando diversos proyectos de vivienda con empoderamiento comunitario a través del Programa de Acompañamiento Social PAS en alianza con la Corporación Responder.

## Actividad comunitaria
La Agrupación Social Parque Heredia es una entidad sin ánimo de lucro que mantiene el uso de espacios y desarrollo social del barrio, así como su intermediación con las autoridades distritales de Cartagena de Indias y las distintas propiedades horizontales de la zona.

### Propiedad horizontal
Los siguientes conjuntos de vivienda del sector son: Calamarí, Manatí, Salamandra, Caracolí, Celeste, Candil, Fragata, Coral y Ginger. Se incluye al Centro Comercial Parque Heredia.
Se excluyen de su territorio pese encontrarse a su entorno inmediato la Universidad de San Buenaventura y el Conjunto Llano Grande por ser anteriores a la construcción del barrio.

## Movilidad
Las vías principales son las avenidas Carrera 83B y la Calle 32.
Para tomar el transporte público, usar la ruta alimentadora Transcaribe A102 Universidad Tecnológica de Bolívar que pasa por la Diagonal 32 al sur entre Ternera y Villa del Sol o la pretroncal X101 en la Carrera 102 en San José de los Campanarios y desplazarse a pie hasta Parque Heredia.